# Buenavista (Alhama de Granada)
Buenavista (también llamada popularmente Burrianca) es una localidad española perteneciente al municipio de Alhama de Granada, en la provincia de Granada, comunidad autónoma de Andalucía. Está situada en la parte septentrional de la comarca de Alhama. Cerca de esta localidad se encuentran los núcleos de Valenzuela, Santa Cruz del Comercio, El Turro y Moraleda de Zafayona.

## Historia
Esta aldea fue creada por el Instituto Nacional de Colonización a mediados del siglo XX, dentro de la política de colonización agraria. Se repartió a cada familia una casa y una parcela, dándoles facilidades de pago.

## Cultura

### Fiestas
Buenavista celebra sus fiestas en torno al 15 de mayo en honor a San Isidro Labrador, patrón del pueblo. Cabe destacar la gran paellada —característica del Levante peninsular— que se hace para todos los vecinos y visitantes.